# Gålöbasen
Gålöbasen (GålöB) är en marinbas inom svenska marinen som verkat i olika former sedan 1942. Basen ligger vid Djupvik på sydvästra Gålö, och nyttjas numera som hamn för Veteranflottiljen.

## Historik
Den norra hamnanläggning på Gålö anlades 1942, och nyttjades av motortorpedbåtarna ur 4. motortorpedbåtsdivisionen, och senare under 1970-talet av patrullbåtar av typ Hugin-klass ur 13. patrullbåtdivisionen. I Långgarnsfjärden låg också den topphemliga Försöksstationen Palmen, där Svenska marinen tränade tama sälar i att lokalisera ubåtar i undervattensläge. "Operation Palmen", som projektet hette, lades ner 1943. Anläggningens syfte var ännu på 1970-talet en väl bevarad hemlighet. I sjökanten fanns åtta bassänger för sälarna, idag återstår endast renoverade rester av en bassäng som kan besiktigas av allmänheten.
Den södra hamnen på ön anlades under 1950-talet och nyttjades av torpedbåtar av Plejad-klass, Spica-klass och torped/robotbåtar av Norrköpingsklass, och bildade där 11. torpedbåtsdivisionen, och därefter 11. robotbåtsdivisionen. År 1985 baserades robotbåtsdivisionen till Örlogshamnen Hårsfjärden.
Idag är Gålöbasen hemmahamn för Veteranflottiljen med några museifartyg. Tre motortorpedbåtar, en torpedbåt, en robotbåt, en vedettbåt, en a-slup, samt dyk- och underhållsfartyget HMS Nordanö (A213). Området är fortfarande ett skyddsobjekt och inte tillgängligt för allmänheten. Besök anordnas genom Veteranflottiljen.